# Kotharoth
Kotharoth of Kotharat, Kathirat, waren in Ugarit in de Kanaänitische mythologie geboortegodinnen. Zij hadden een functie bij het ontstaan van het nieuwe leven en de familie.
Ze komen bijvoorbeeld voor in het epos van Aqhat en de mythe van Nikkal. Ze worden wel vergeleken met de Gratiën van de Griekse mythologie en worden voorgesteld als zwaluwen, omdat deze vogels met de lente en zijn vruchtbaarheid verbonden worden.
Kothar Wachasis betekende "Vaardig en Wijs" en duidde op de goddelijke ambachtsman die een stel strijdknotsen met magische kracht voor Baäl maakte. Hij verschafte aan Aqhat zijn boog.